# José Antonio Aguirre i Lecube

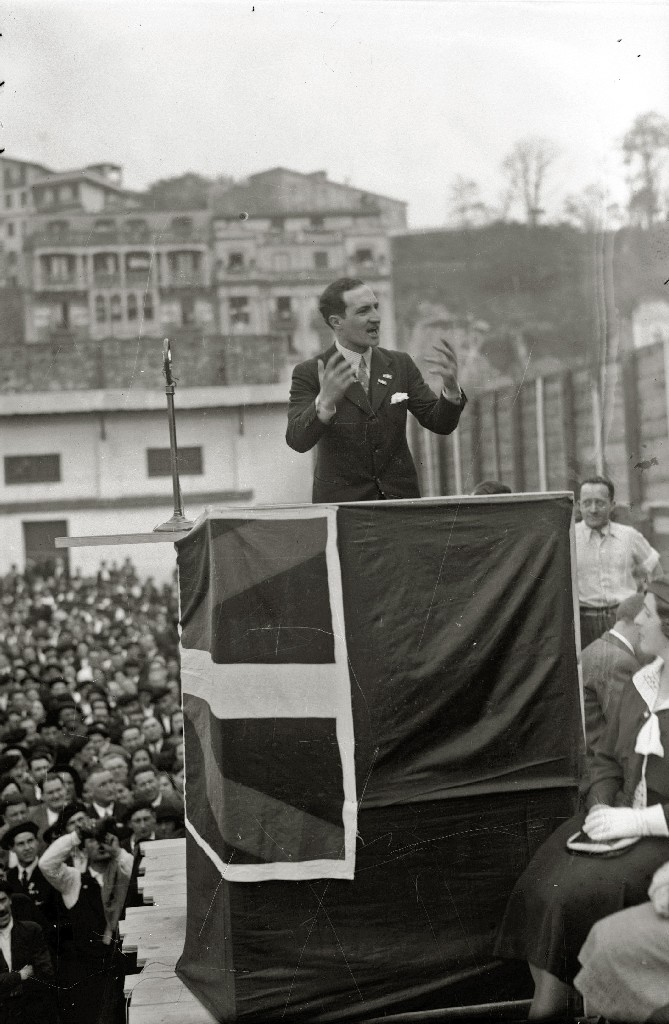
Jose Antonio Agirre Lekube a l'Aberri Eguna de 1933.

José Antonio Aguirre i Lecube i en basc Agirre ta Lekubetar Joseba Andoni (Bilbao, 6 de març de 1904 - París, 22 de març de 1960) va ser el primer lehendakari o president d'Euskadi, càrrec que va assumir durant la Guerra Civil espanyola.

## Infància i joventut

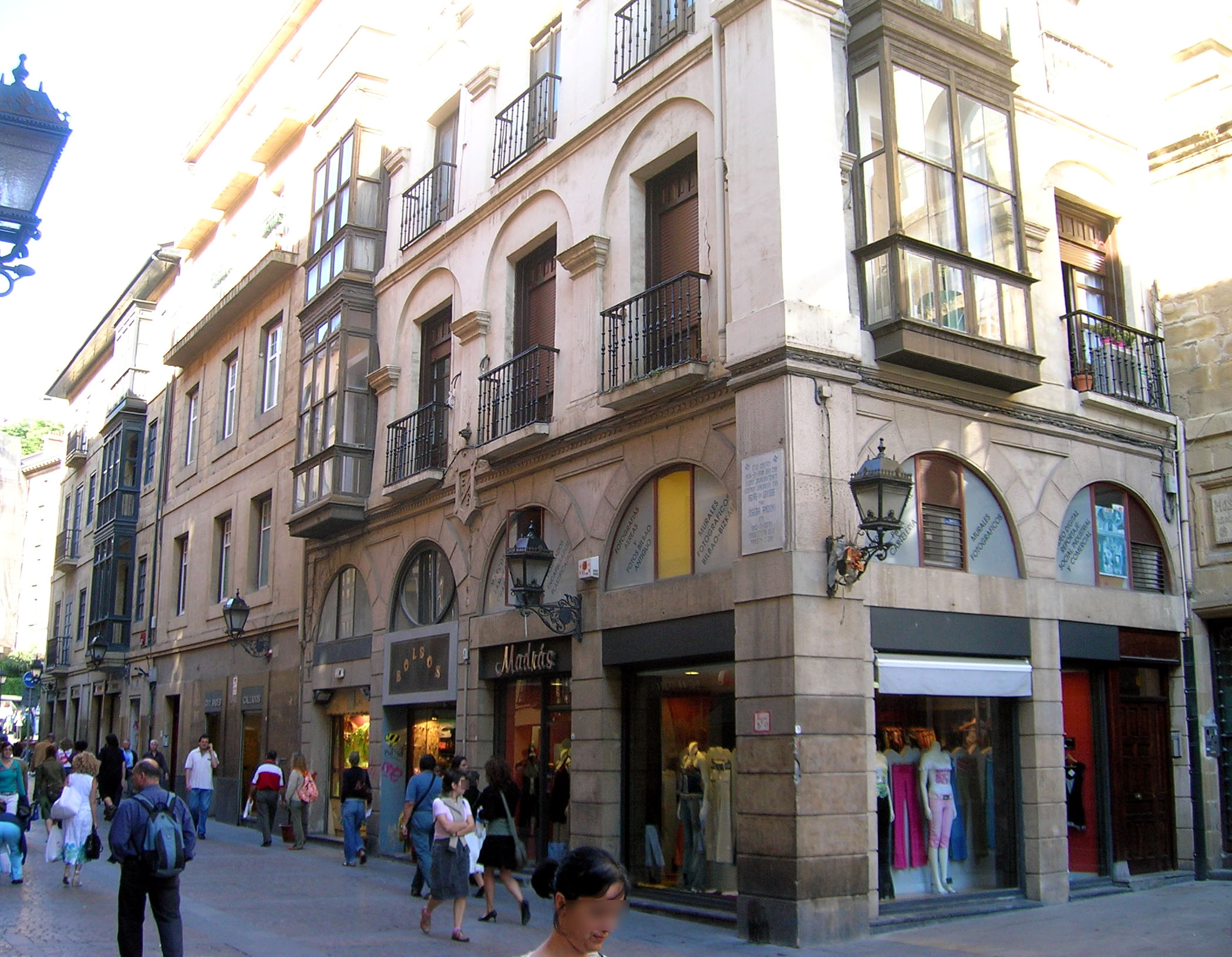
Casa natal d'Aguirre, on fou criat

Fill d'un petit comerciant i de família molt honesta, en morir son pare va esdevenir l'encarregat d'una fàbrica de xocolata, amb només 15 anys; José Antonio es va convertir llavors en la figura paterna dels seus germans, ja que era el més gran dels vuit.
Des de ben jove, va sentir curiositat pel Dret i per l'Economia encara que la seua veritable passió sempre fou la política. Es va fer militant de les joventuts catòliques, per a més tard passar a ser militant del PNB, partit en el qual sempre va destacar com a polític.
Haver estat jugador de l'Athletic Club (encara que realment mai no va arribar a destacar en el futbol), li fou útil durant la seva època política, ja que sempre va ser recordat a Madrid com a "El basc que jugava a futbol". El seu pas per l'Athletic de Bilbao el saldà amb 23 gols marcats i una Copa Espanyola guanyada.
Mantingué l'equilibri entre els seus estudis i la seva família, fins que es va treure el títol d'advocat per la Universitat de Deusto. Llavors el seu segon germà es va fer càrrec de la fàbrica i de la família.

## Mandat com a Lehendakari

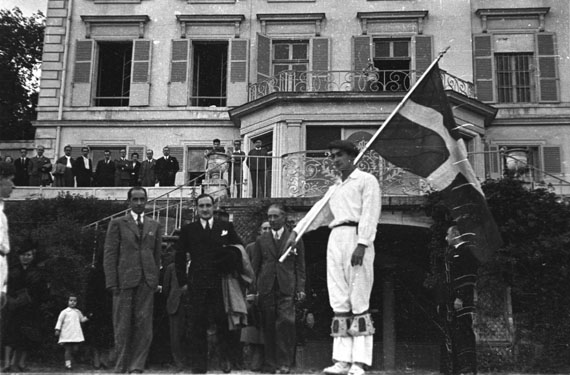
Jose Antonio Agirre Lekube, i el President de la Generalitat de Catalunya, Lluís Companys i Jover, a Barcelona l'octubre del 1938

Ja militant del PNB, tan bon punt constituïda la II República espanyola fou escollit alcalde de Getxo, amb només 22 anys. Des d'aquest càrrec, va reclamar l'estatut d'autonomia per a la seua nació basca.
José Antonio Aguirre sempre va defensar com a mal menor una concepció federalista per a una república que es plantejava un nou model d'Estat i, un cop descartat l'estat federal pel govern republicà, Aguirre va impulsar un nou estatut d'autonomia per al País Basc:
| « | ... es declara que el País Basc constituïx una entitat natural i jurídica amb personalitat política pròpia, i se li reconeix com a tal el dret a constituir-se i regir-se per ell mateix com a Estat Autònom dintre de la totalitat de l'Estat Espanyol... | » |

Es va elaborar un estatut d'autonomia que va ser aprovat per àmplia majoria, però la victòria de la CEDA n'impossibilità la tramitació en les Corts Espanyoles i feu que fos retornat a Euskadi. Llavors Aguirre va decidir que les províncies basques tindrien moneda i relacions internacionals pròpies, totalment independents del govern espanyol.
En el 1936, el triomf del Front Popular permeté tornar a processar l'estatut d'autonomia del País Basc, aprovat aquest cop, per la gran majoria del poble basc. L'estatut fou aprovat per les Corts Espanyoles l'1 d'octubre de 1936, el mateix dia que els rebels proclamaven Francisco Franco cap d'estat . I el 7 d'octubre s'instal·là el govern autònom amb Aguirre com a lehendakari, qui jurà en euskera davant l'Arbre de Guernica: "Davant de Déu humiliat / dempeus sobre la terra basca / amb el record dels avantpassats / sota l'arbre de Gernika, juro complir fidelment el meu mandat". Assolida les noves competències per a Euskadi, hagué de preparar la seva comunitat per a la Guerra Civil.

## Guerra civil

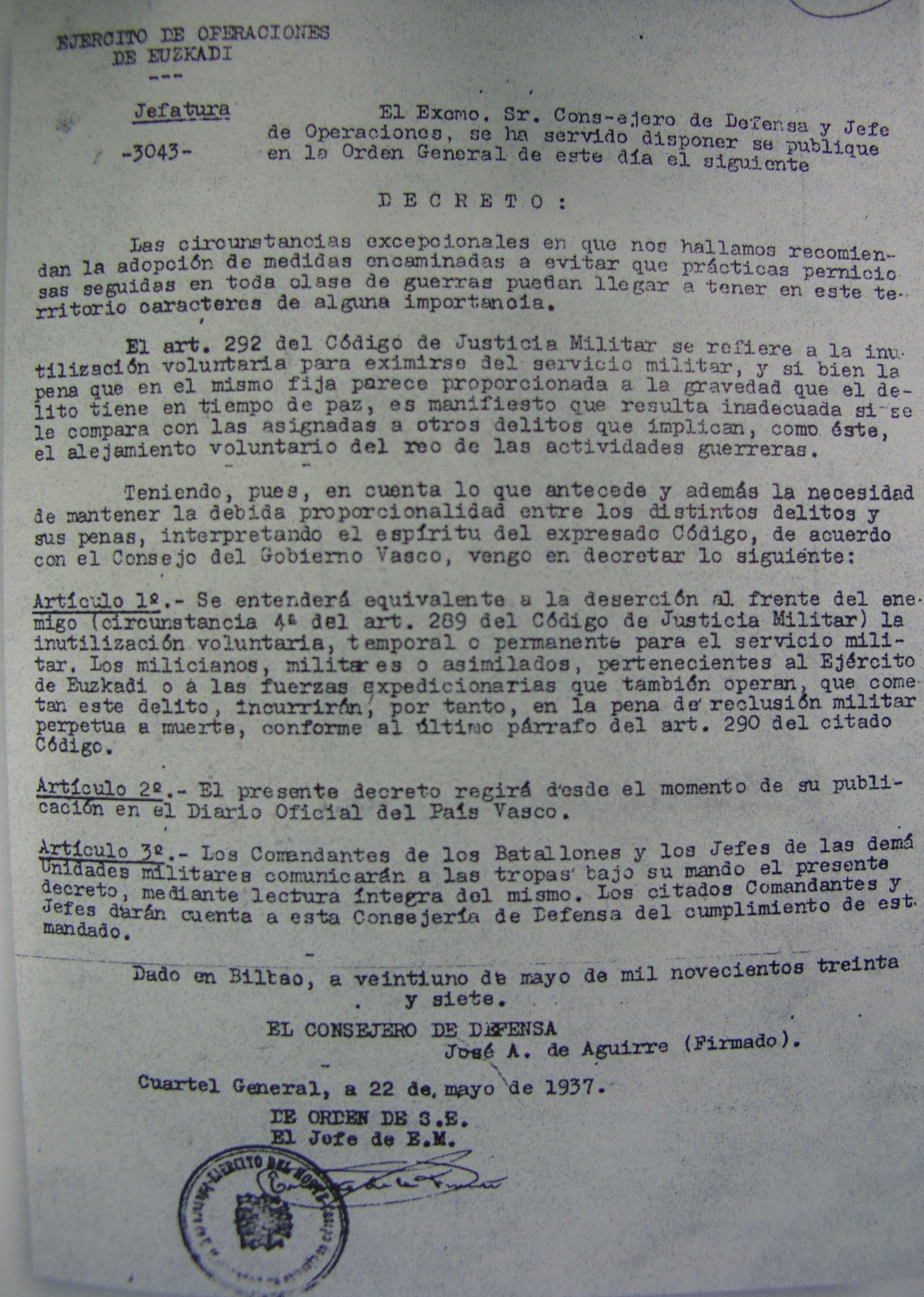
Document signat per Aguirre el 1937, establint la pena de Cadena Perpètua als soldats que s'autolesionessin per a abandonar el front

En el 1937 les tropes franquistes arribaren a la comunitat basca. Per fer-hi front, Aguirre havia fet construir el Cinturó de Ferro de Bilbao, un sistema de fortificació format per túnels, búnquers i trinxeres que passava a través de la costa i les forests que envolten Bilbao (Gaztelumendi, Artxanda, etc.) per a defensar la ciutat dels revoltats.
Al setembre de 1936, l'Euzko Gudarostea (exèrcit de més de 100.000 homes, dirigit pel recentment format Govern basc de José Antonio Aguirre i format per batallons de diferents ideologies fidel a la República), emprà el Cinturó de Ferro per a defensar l'última capital basca en mans de la segona república. Aquest exèrcit destacà en les armes i el valor que va demostrar, però els mancaven avions i tancs, i una major ajuda per part de la República. No obstant això, en diferents expedicions sobrevolant territori enemic van arribar uns 40 o 50 avions de reforç. Altres, enviats a través de França, van ser retinguts o retornats, després de desmuntar-los l'armament, a Barcelona o a València en virtut de la política de "No intervenció".
Davant de la inevitable caiguda de Bilbao, Aguirre es desplaçà al front per a parlar amb els soldats, per a demanar-los que, si més no, aguantessin un dia, el just perquè es poguessin evacuar les seves dones, els seus fills, les seves famílies.
En el juny de 1937, les tropes franquistes trencaren el conegut Cinturó de Ferro i entraren a la capital biscaïna gràcies a la traïció d'Alejandro Goicoechea. Aguirre traslladà el seu Govern a Turtzioz primer, a Santander després, per acabar marxant a Catalunya, amb la voluntat de seguir lluitant amb els seus homes per la República. Enmig, el dirigent nacionalista basc Juan de Ajurriaguerra pactà la rendició a Santoña amb els italians (Pacte de Santoña), però els termes de l'acord no foren honorats per Franco.

## Exili a Catalunya

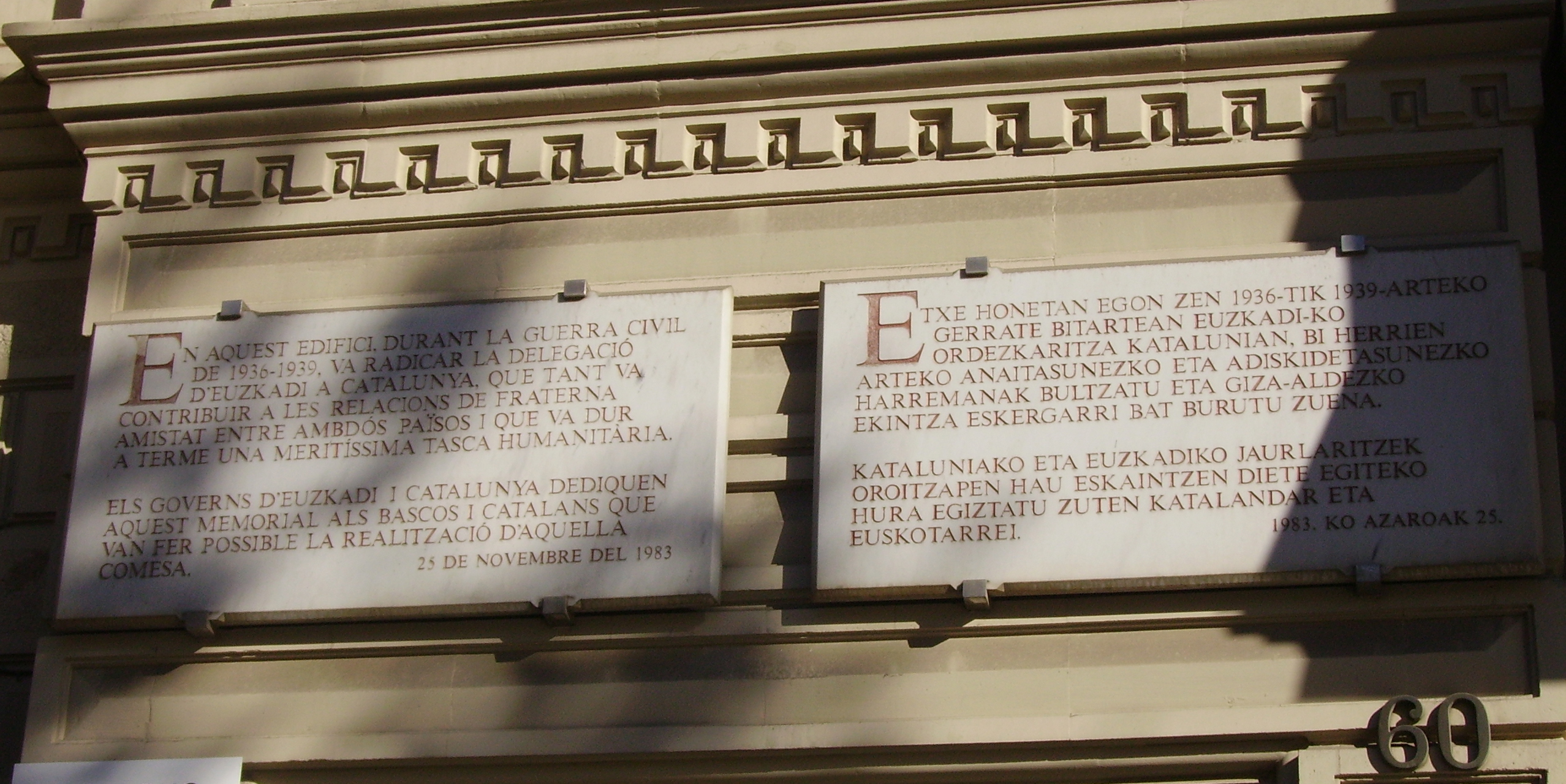
Seu del govern d'Aguirre a Barcelona

Segons les mateixes paraules d'Aguirre, Catalunya fou sempre la seva segona pàtria.
Quan els feixistes ocuparen Bilbao, el govern d'Aguirre es traslladà a Catalunya, on fou rebut pel President Companys, i on retrobà altres bascos allí exiliats. Des de l'exili català, Companys ajuda a Aguirre amb diners de la Generalitat de Catalunya i contribueix en la creació de bars, centres d'atenció i hospitals per als exiliats bascos. L'amistat que s'establí entre els dos presidents portà que Aguirre ajudés Companys durant l'exili a França.
Més tard Aguirre marxà cap a França per començar a preparar el govern a l'exili. Quan Catalunya estava a punt de ser capturada pels franquistes, tornà a Barcelona per fer costat al President Companys i marxar junts cap al dur exili.

## Exili a París
Després de la invasió franquista de la ciutat de Barcelona, Aguirre i el president de la Generalitat de Catalunya, Lluís Companys, marxaren junts cap a l'exili. Durant el camí, el president Aguirre animà el President Companys dient-li que els pobles no moren com les persones, lluiten i surten cap endavant, frase a la que el president català contestà dient que ell estava preocupat pels exiliats catalans que lluitaven sense empara.
Aguirre preguntà quants diners tenien els catalans exiliats, la resposta del President Companys, fou que ell només tenia 75.000 francs, per pagar l'hospitalització del seu fill malalt. Aguirre, llavors, li prestar els diners suficients per a restablir la Generalitat de Catalunya a l'exili.
A partir d'aquí, els camins dels dos presidents se separaren. Quan Franco va fer executar el President Companys, Aguirre li va enviar un comunicat de blasme.
Però els esdeveniments depassaren el primer lehendakari basc que, a causa de la invasió alemanya de França, s'hagué d'exiliar novament, aquest cop als EUA, després d'una arriscada escapada via Berlín i Sud Amèrica. Finalment, Nova York serà la nova seu del govern basc en l'exili; Aguirre s'hi estarà fins al 1946, exercint al mateix temps com a professor a la Universitat de Colúmbia.
Però, finalment, l'any 1946 pogué retornar a França, on es constituí novament el Govern Basc a l'exili. Aguirre participà en la creació de la Lliga Internacional d'Amics dels Bascos, que arribà a atraure 50.000 militants, entre ells personalitats religioses com els cardenals Verdier i Griffin, polítics, intel·lectuals, artistes i escriptors. Va participar en el Congrés de la Haia, on els líders europeus van discutir sobre la idea d'una Europa unida i federada, i allò va promoure la seva idea d'una unió dels pobles d'Europa. El govern en l'exili promogué les vagues massives que van sacsejar el País Basc el 1947 i 1951. Després d'aquests incidents, el juny de 1951 el govern francès confiscà les oficines del Govern Basc de l'avinguda Marceau de París, i les lliurà als representants de la dictadura franquista. En 1954, el llavors Ministre de l'Interior François Mitterrand prohibí les emissions de Ràdio Euskadi, cosa que portà moltes protestes del govern basc.
Lamentablement però, el Govern Basc en l'exili va estar lluny de complir els seus objectius. Les seves accions per a guanyar el suport de les democràcies occidentals contra el franquisme el van dur a col·laborar amb l'FBI nord-americà durant la guerra, i fins i tot a expulsar els membres comunistes del govern per no irritar els nord-americans. Però el govern dels Estats Units va trobar que Franco era molt més útil als seus propòsits durant la Guerra Freda, i l'ingrés d'Espanya a les Nacions Unides el 1955 va ser un fort cop per al govern en l'exili. L'únic representant espanyol en la Nacions Unides havia estat el delegat del Govern Basc, Jesús de Galíndez, fins a la seva mort en un confús episodi contemporani a l'ingrés del govern franquista en l'organització internacional.

## Mort del Lehendakari

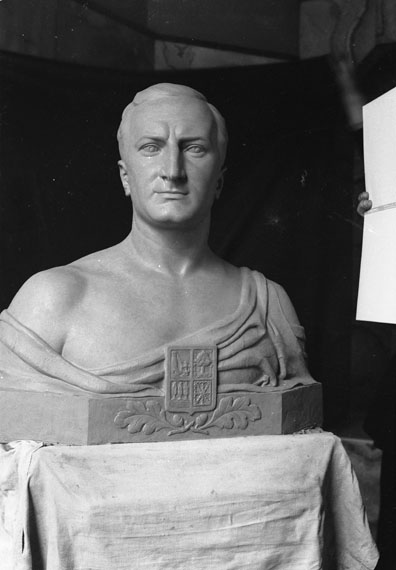
Bust del Lehendakari Agirre.

El lehendakari va morir d'un atac cardíac el 22 de març de 1960. El seu cadàver va ser traslladat a Donibane Lohizune (País Basc del Nord), on va ser enterrat. Amb el retorn de la democràcia a Espanya va ser novament enterrat amb tots els honors que es mereixia com a lehendakari.
Qualsevol que hagin estat els seus errors durant els anys de guerra i exili, va ser sempre fidel al jurament donat el 1936:
| « | ... Fins que el feixisme sigui derrotat, el nacionalisme basc seguirà en el seu lloc ... | » |